# بردگوری دزک سفلی
بردگوری دزک سفلی در شهرستان کوهرنگ، بخش بازفت، روستای دزک سفلی واقع شده و این اثر در تاریخ ۲۴ فروردین ۱۳۸۲ با شمارهٔ ثبت ۸۲۰۵ به‌عنوان یکی از آثار ملی ایران به ثبت رسیده است.